# Kamil Kosowski (hokeista)
Kamil Kosowski (ur. 17 lutego 1987 w Jastrzębiu-Zdroju) – polski hokeista, reprezentant Polski.

## Kariera
- SMS II Sosnowiec (2004-2005)
- SMS I Sosnowiec (2005-2006)
- JKH GKS Jastrzębie (2006-2013)
- Arłan Kokczetaw (2013)
- Cardiff Devils (2014)
- MsHK Žilina (2014)
- GKS Tychy (2014-2017)
- Tauron KH GKS Katowice (2017-2018)

Wychowanek i wieloletni zawodnik JKH GKS Jastrzębie. Absolwent NLO SMS PZHL Sosnowiec z 2006. Od lipca do sierpnia 2012 przebywał na testach w czeskim klubie HC Lev Praga. Od lipca 2013 zawodnik kazachskiego klubu Arłan Kokczetaw. W sierpniu 2013 zdobył Puchar Kazachstanu. 13 listopada 2013 jego kontrakt został rozwiązany za porozumieniem stron. W połowie stycznia 2014 podpisał kontrakt z brytyjskim zespołem Cardiff Devils. Od września 2014 zawodnik słowackiego klubu MsHK Žilina. Od połowy grudnia 2014 zawodnik GKS Tychy. Po sezonie 2016/2017 odszedł z klubu. Od maja 2017 zawodnik GKS Katowice. Po sezonie PHL 2017/2018 odszedł z GKS.

## Sukcesy
Reprezentacyjne
- Awans do mistrzostw świata Dywizji I Grupy A: 2014

Klubowe
- Puchar Polski: 2012 z JKH GKS Jastrzębie, 2016 z GKS Tychy
- Srebrny medal mistrzostw Polski: 2013 z JKH GKS Jastrzębie, 2016, 2017 z GKS Tychy, 2018 z Tauron KH GKS Katowice
- Puchar Kazachstanu: 2013 z Arłanem Kokczetaw
- Złoty medal mistrzostw Polski: 2015 z GKS Tychy
- Superpuchar Polski: 2015 z GKS Tychy
- Trzecie miejsce w Superfinale Pucharu Kontynentalnego: 2016 z GKS Tychy

Indywidualne
- Mistrzostwa Świata Juniorów w Hokeju na Lodzie 2006/I Dywizja#Grupa B:
  - Drugie miejsce w klasyfikacji skuteczności interwencji w turnieju: 94,44%[16]
  - Drugie miejsce w klasyfikacji średniej goli straconych na mecz w turnieju: 1,46
  - Pierwsze miejsce w klasyfikacji liczby meczów bez straty gola w turnieju: 2
- Turniej finałowy Pucharu Polski 2012/2013:
  - Najlepszy bramkarz turnieju
- Mistrzostwa Świata w Hokeju na Lodzie 2013/I Dywizja Grupa B:
  - Pierwsze miejsce w klasyfikacji skuteczności interwencji bramkarzy: 96,97%
  - Pierwsze miejsce w klasyfikacji średniej goli straconych na mecz bramkarzy: 0,50

Wyróżnienia
- Srebrny Kij w sezonie 2008/2009.
- Złoty Kij w sezonie 2011/2012[17][18].
- Najwybitniejszy bramkarz wśród absolwentów dwudziestolecia istnienia NLO SMS PZHL Sosnowiec 1994–2014[19][20].